# Centrale hydroélectrique de Cusset
L'usine hydroélectrique de Cusset est un barrage hydroélectrique sur le canal de Jonage, situé entre les communes de Villeurbanne et de Vaulx-en-Velin, dans le Rhône en France.
Avec une puissance installée de 7 MW à sa livraison en 1899 (aujourd'hui portés à 63 MW), elle était alors la centrale hydroélectrique la plus puissante au monde.

## Caractéristiques
Le canal alimentant l'usine a un débit de 600 m3/s et une longueur de 19 km. Il traverse les communes de Décines-Charpieu, Jons, Jonage, Meyzieu, Villeurbanne et Vaulx-en-Velin.
La hauteur de chute est de 12 m. 15 turbines Kaplan (16 à l'origine) tournant à 214 tr/min produisent 415 GWh/an (équivalent de la consommation d'une ville de 100 000 habitants), pour une puissance installée de 63 MW.

## Histoire
La société lyonnaise des forces motrices du Rhône commence la construction du barrage et du canal de Jonage l'alimentant en 1894. 3000 personnes travailleront sur le chantier pour creuser les 19 km du canal et bâtir la digue. En 1832, le canal de Miribel avait été creusé au pied de la colline de Caluire et Rillieux pour permettre la navigation fluviale sur le vieux Rhône. Ce fut un échec retentissant car la pente a rapidement basculé : incision à l'amont et engravement à l'aval, rendant la navigation impraticable. Le canal de Miribel a détruit les lits anastomosés du Rhône dans le secteur. La construction du canal de Jonage a permis d'assécher la plaine de Miribel et Vaulx-en-Velin et de maîtriser les crues du Rhône.
La construction s'achève en 1899 et la centrale hydroélectrique (d'une puissance de 7000 kW) est alors la plus puissante du monde (elle surpasse à elle seule la production des 136 centrales hydroélectriques françaises).
Développement industriel de l'agglomération et notamment à l'est :
- industrie mécanique et électrique : Fibre et Mica en 1924 ;
- industrie textile : Soie Artificielle du Sud Est en 1924 (devenue Textiles Artificiels du Sud Est en 1935).

Pour loger les ouvriers de ces usines, l'urbanisation s'accélère à Villeurbanne, Décines et Vaulx-en-Velin.
- En 1937, la construction du barrage de Jons au début du canal permet de dévier le débit vers la centrale de Cusset au détriment du canal de Miribel ;
- En 1946, EDF assure l'exploitation de l'usine ;
- En 2002, la concession est renouvelée à EDF pour 40 ans. Le contrat s'accompagne d'un important programme de rénovation et d'amélioration de l'ensemble de l'équipement (barrage, digue, écluse, berges) ;
- En 2007, l'usine est mise en lumière par l'Atelier Jeol ;
- En 2008, automatisation de l’aménagement ;
- De 2012 à 2015, renforcement de la digue du canal de Jonage[2].

## Galerie de photos

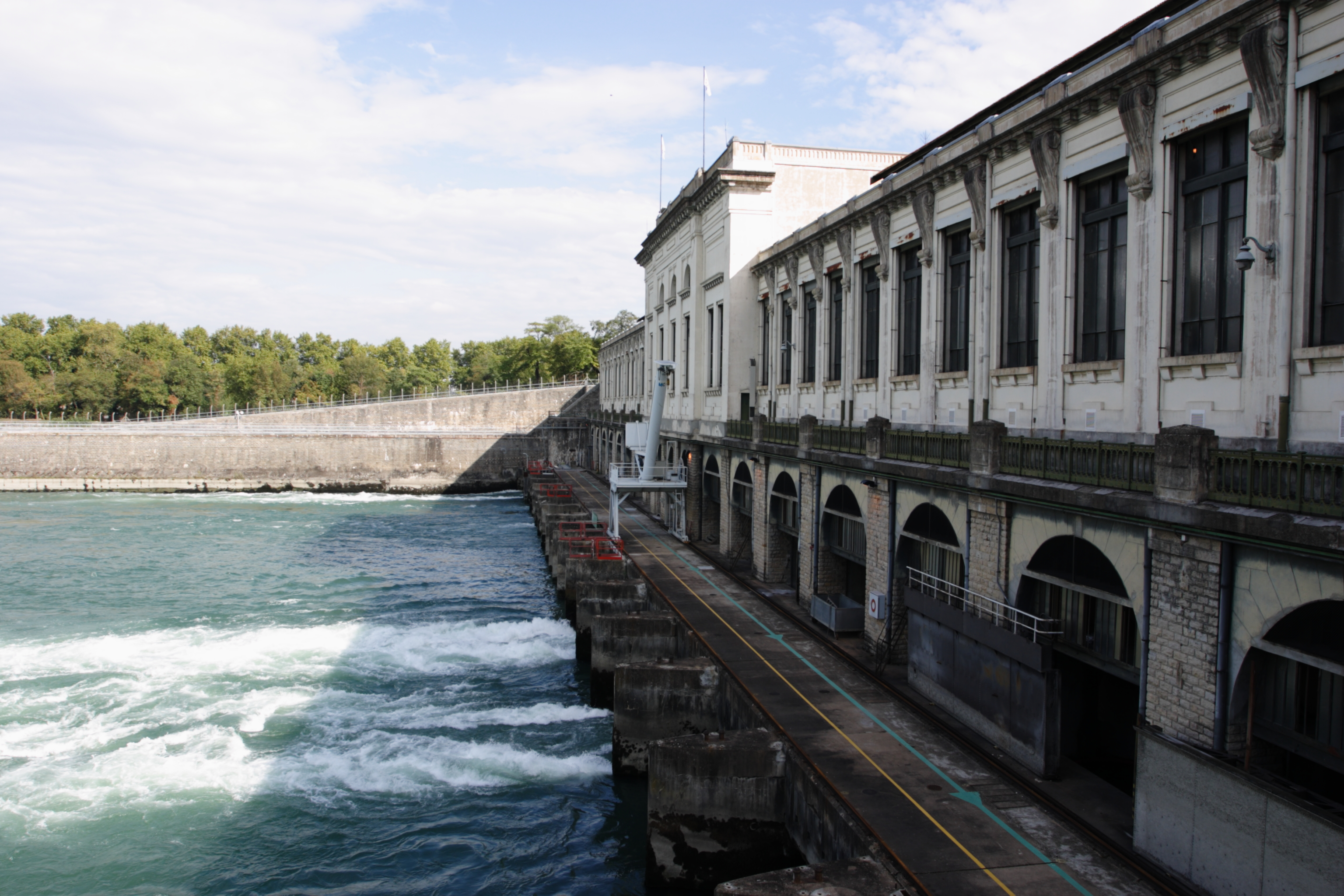
Façade aval de la Centrale hydroélectrique de Cusset
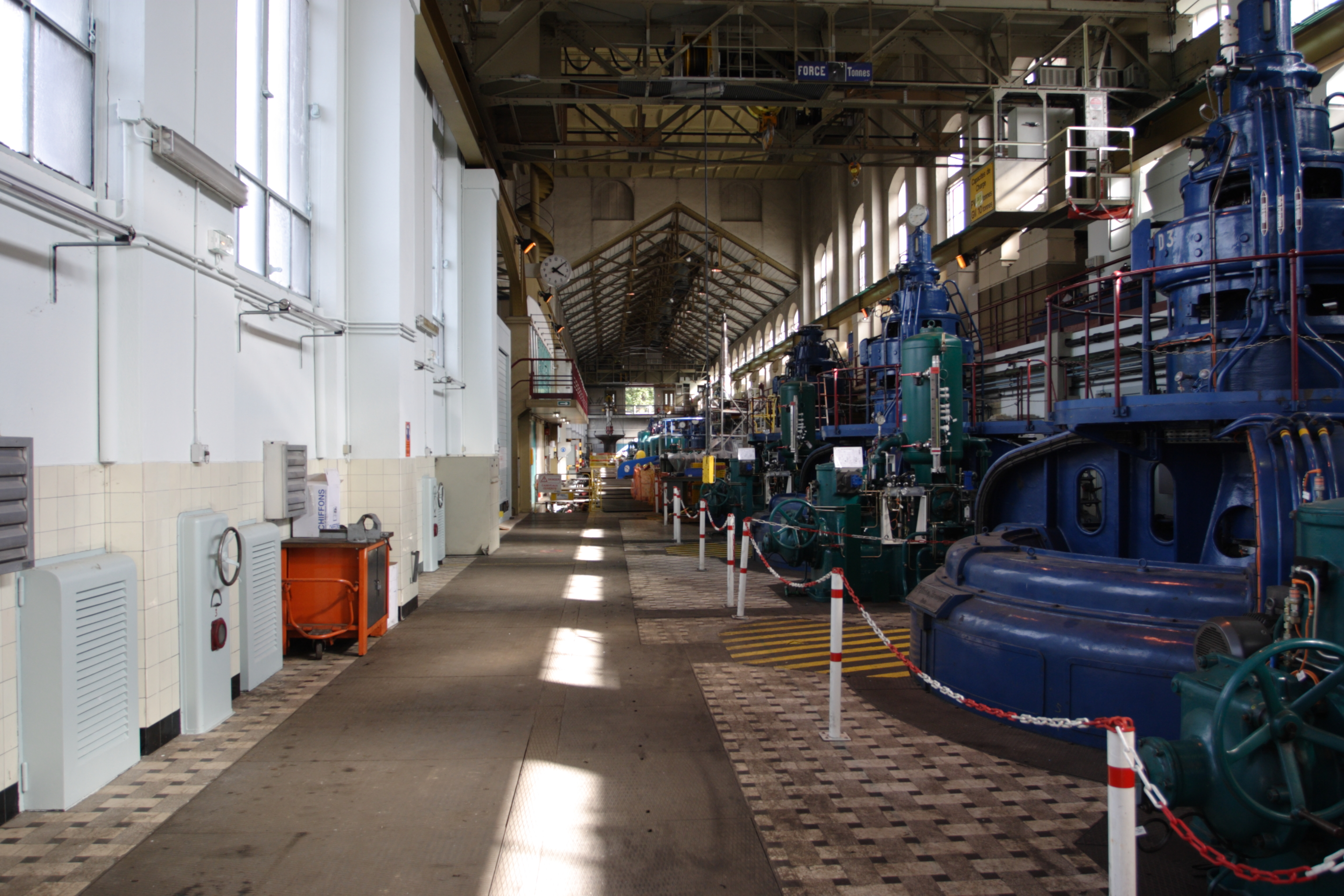
Vue du hall de production (15 turbines Kaplan)
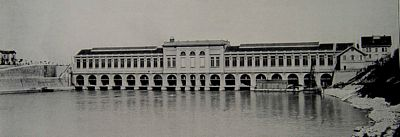
La centrale hydroélectrique en 1902
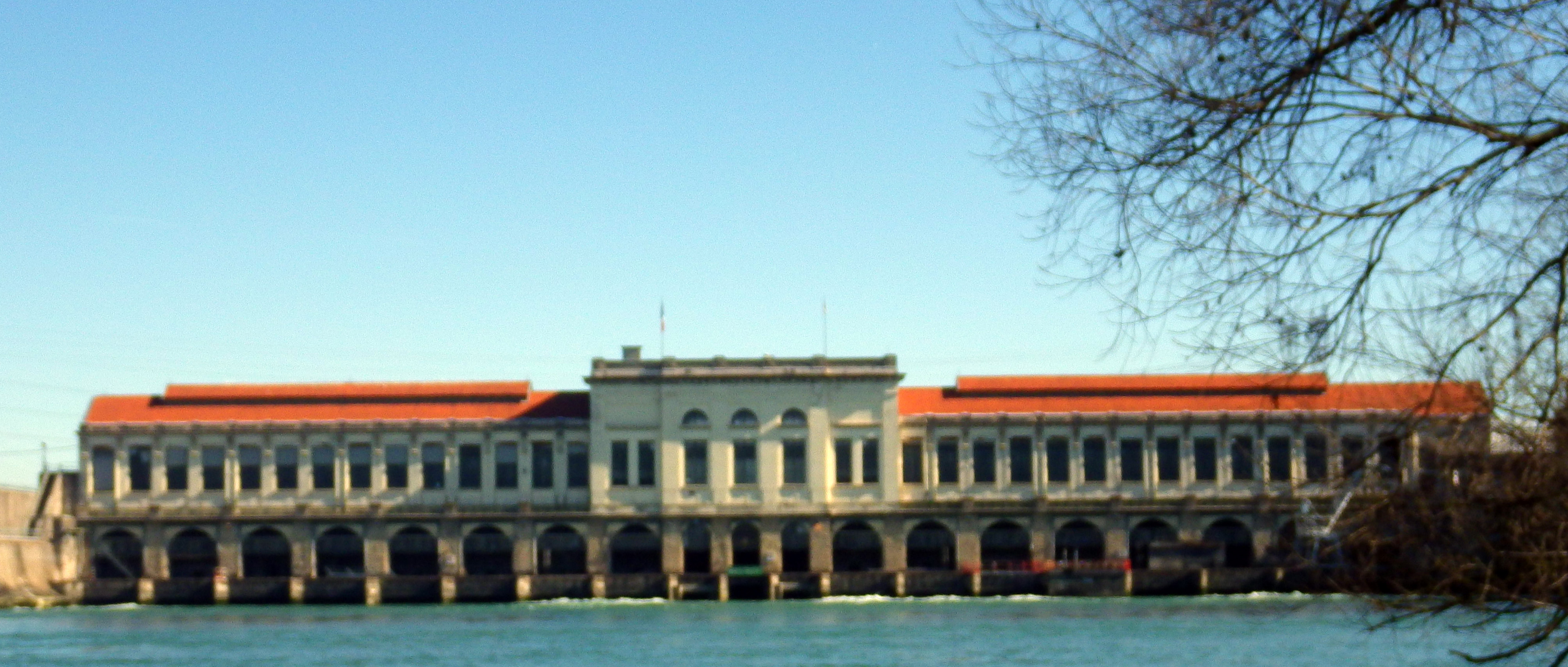
Façade de la Centrale hydroélectrique de Cusset vu en aval du canal de Jonage
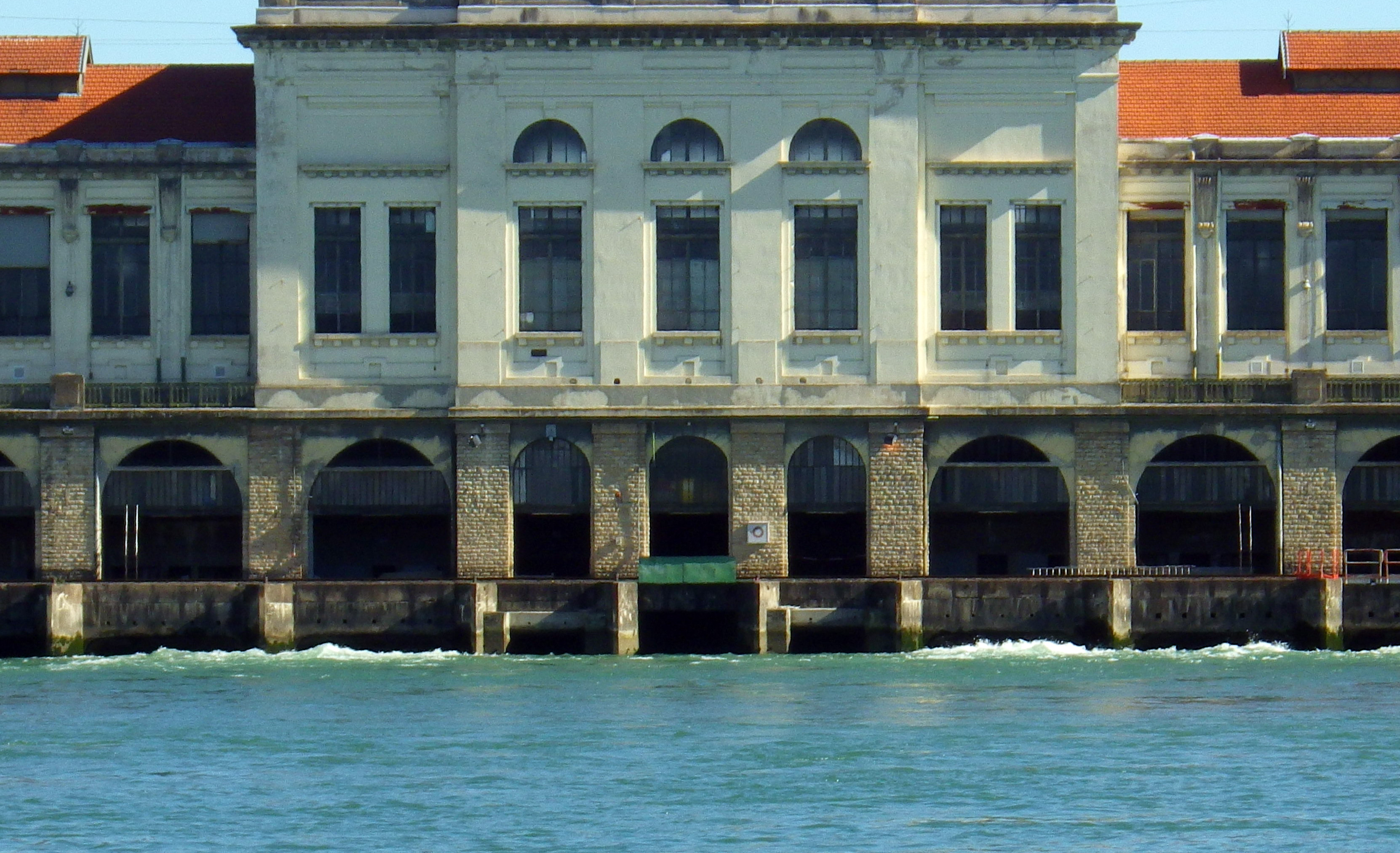
Les turbines centrales
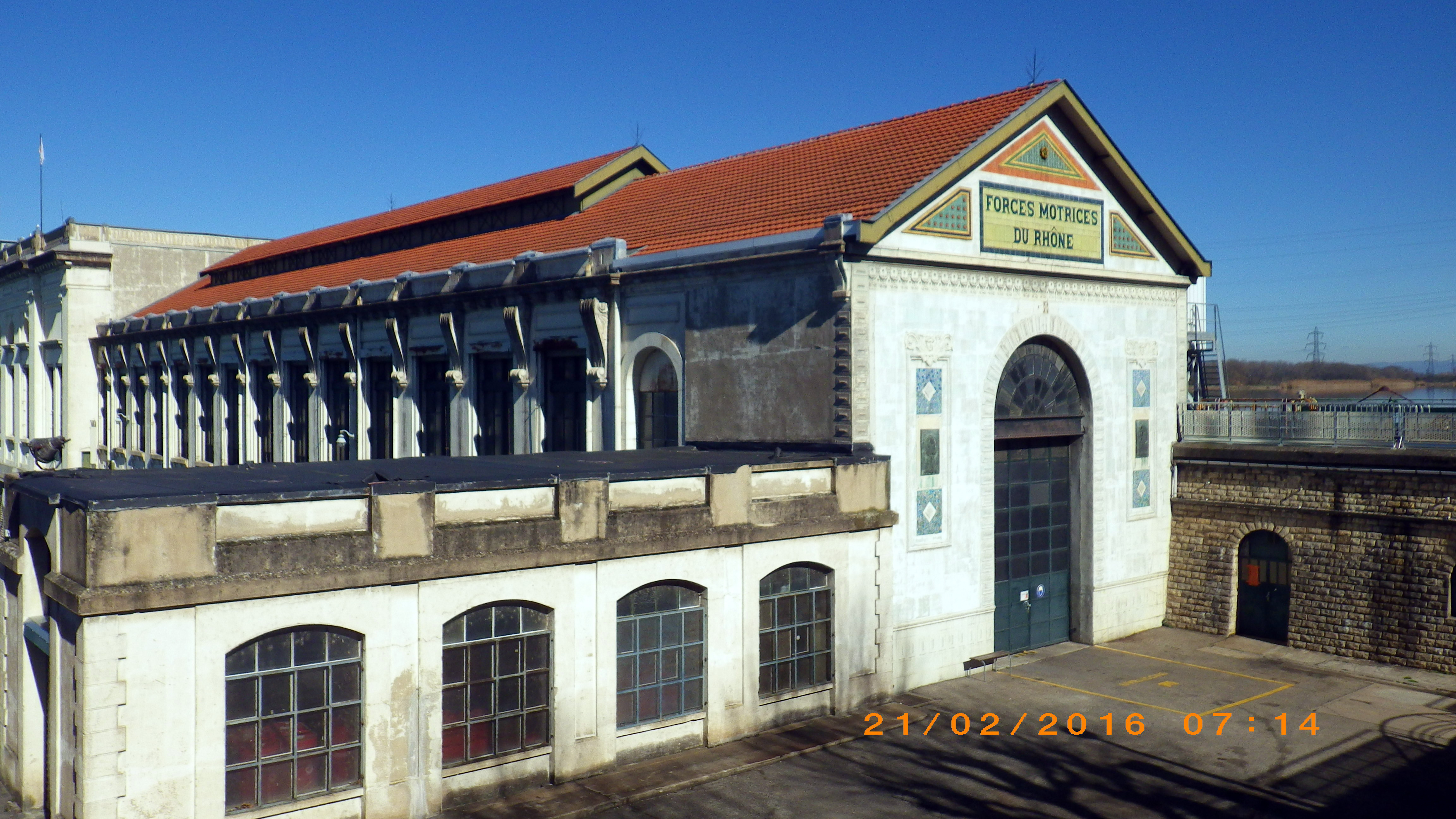
Façade ouest
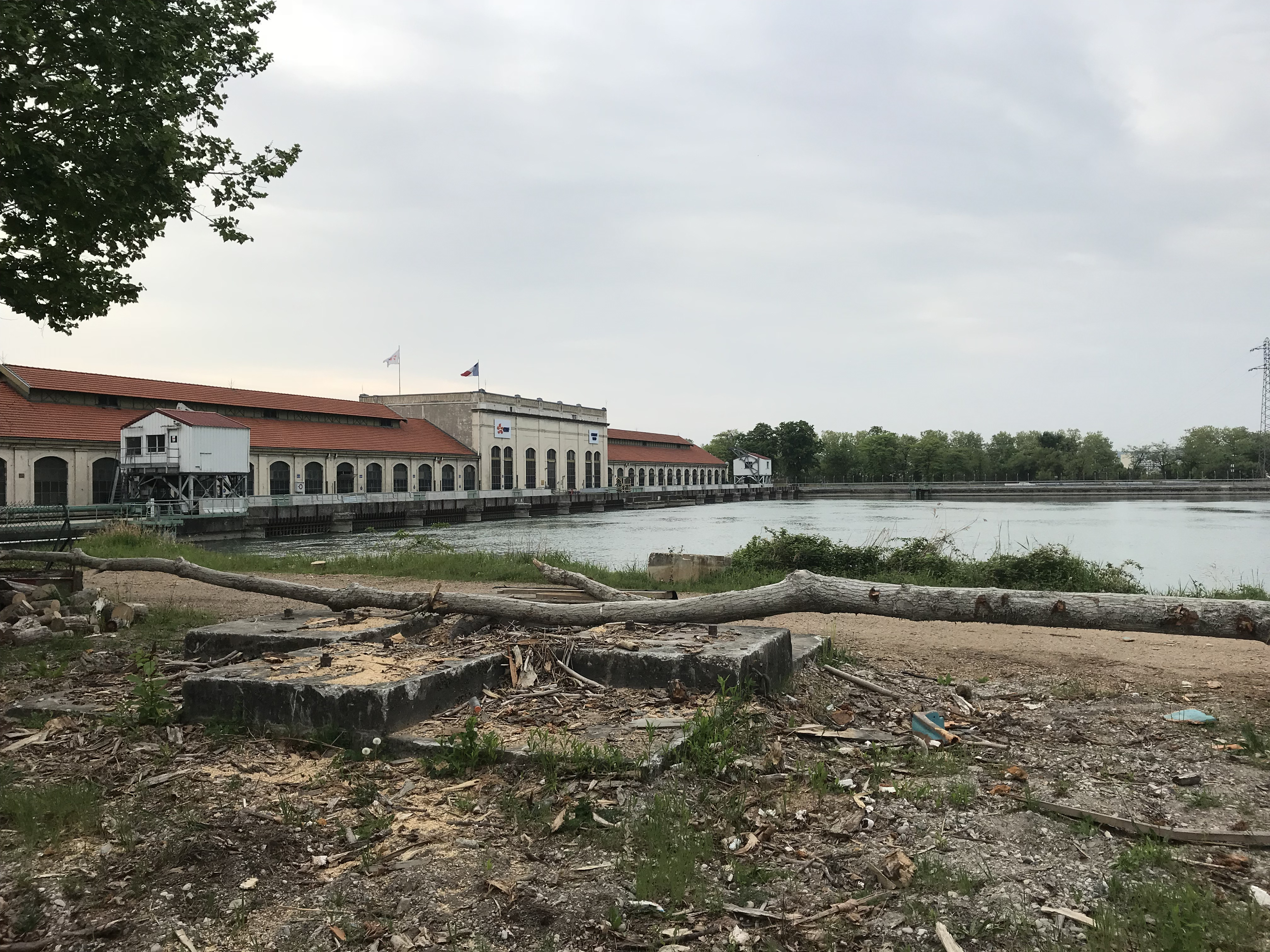
Centrale de Cusset vue de l'amont (canal de Jonage)
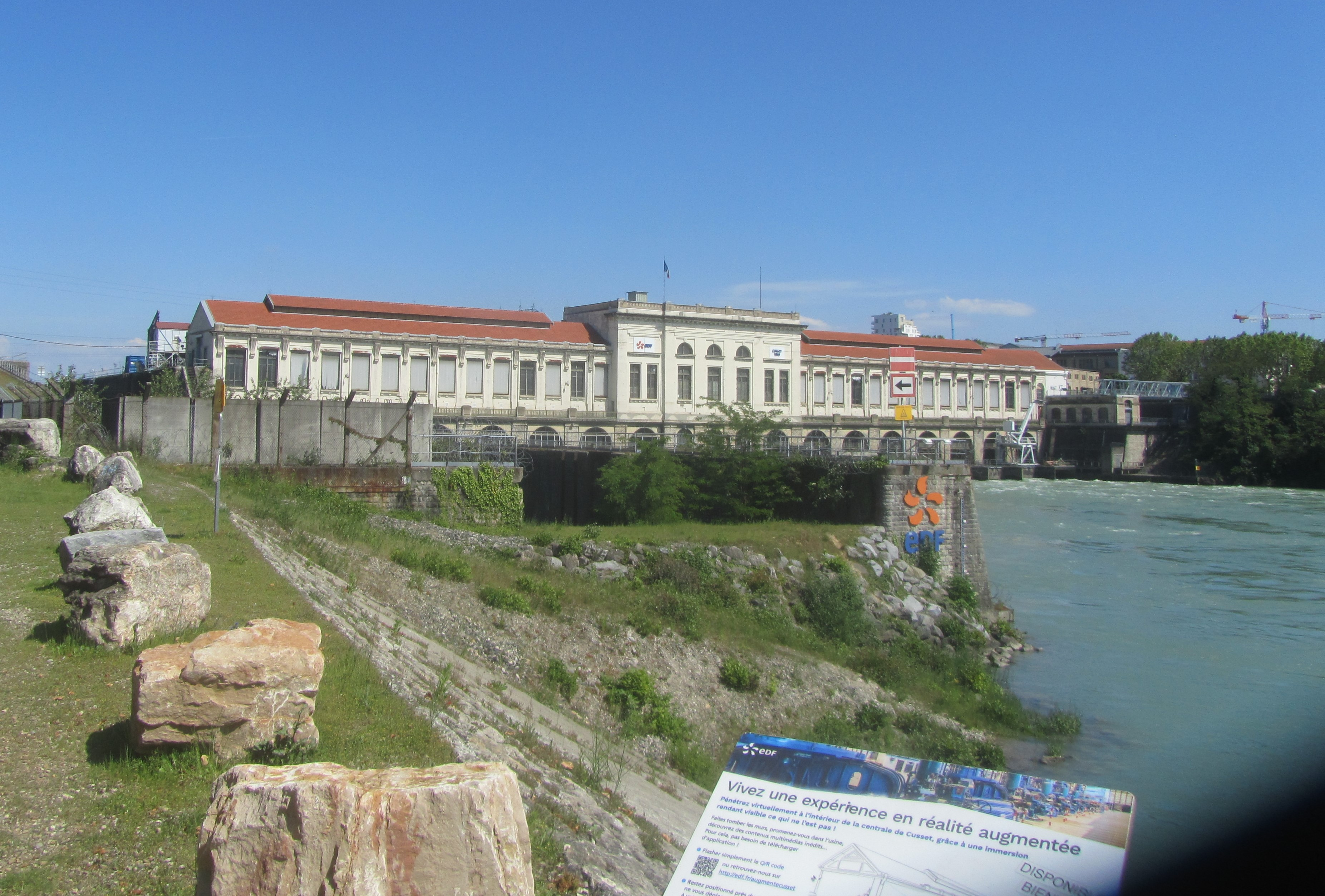
Centrale de Cusset vue de l'aval
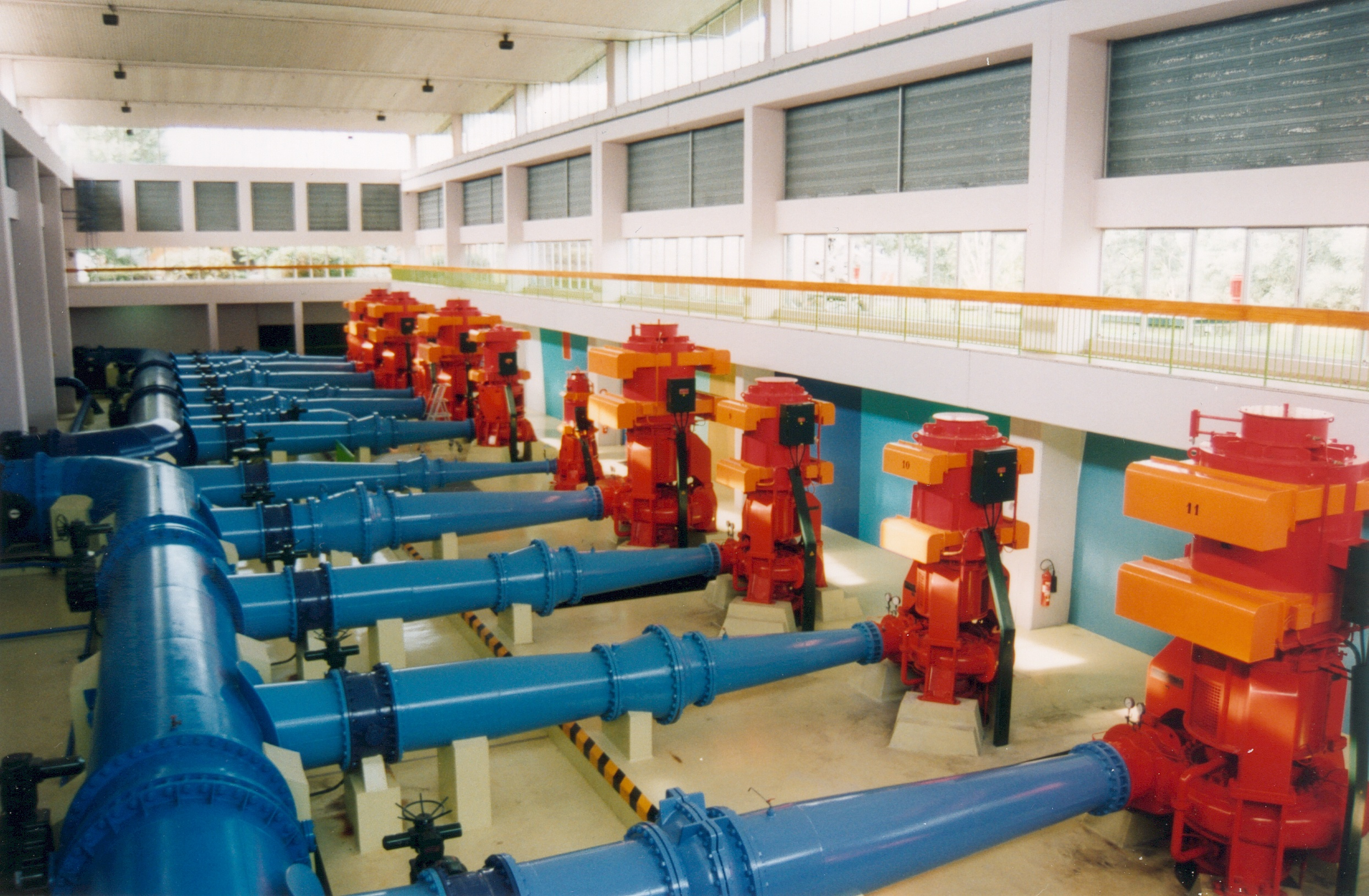
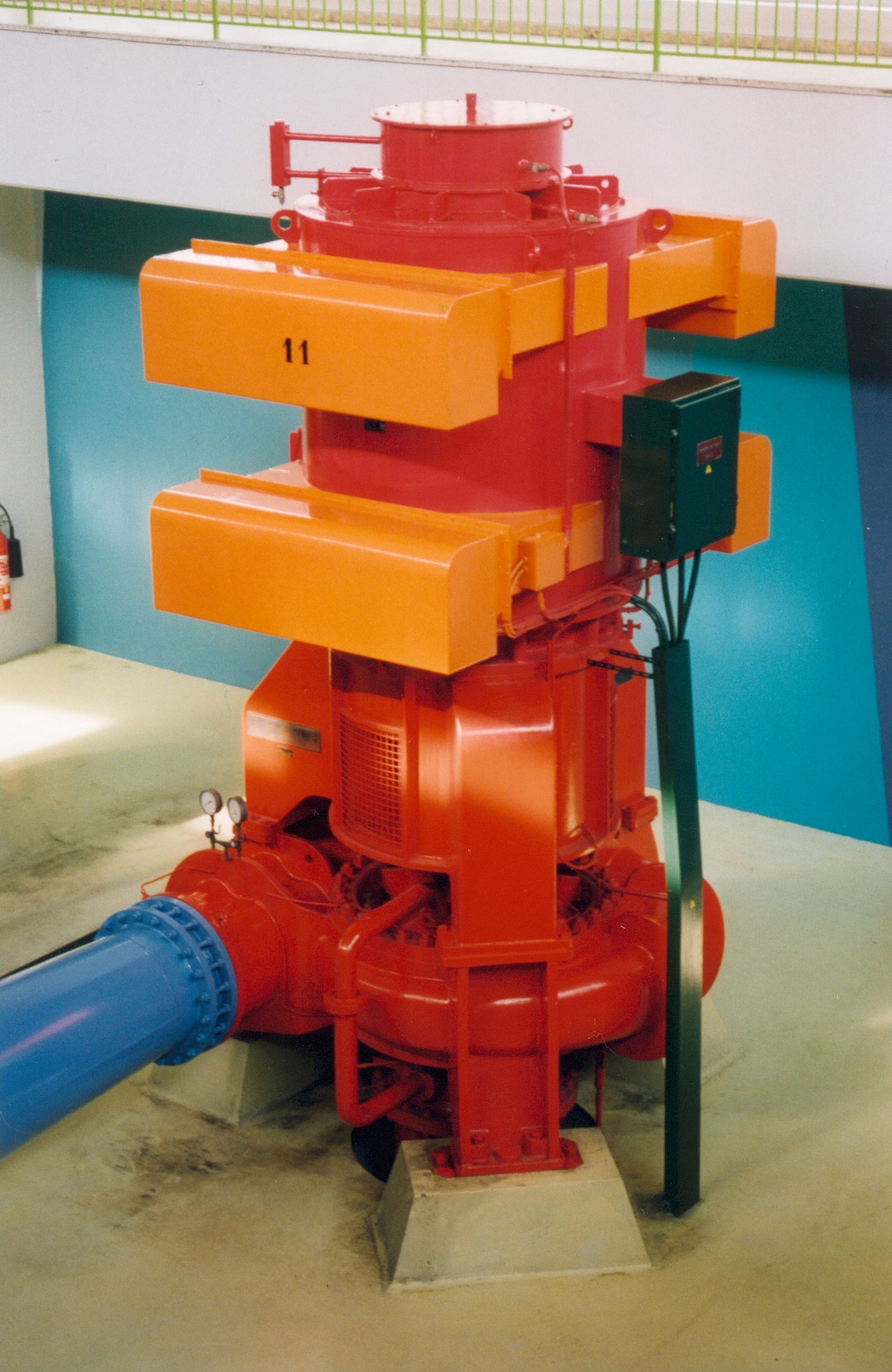
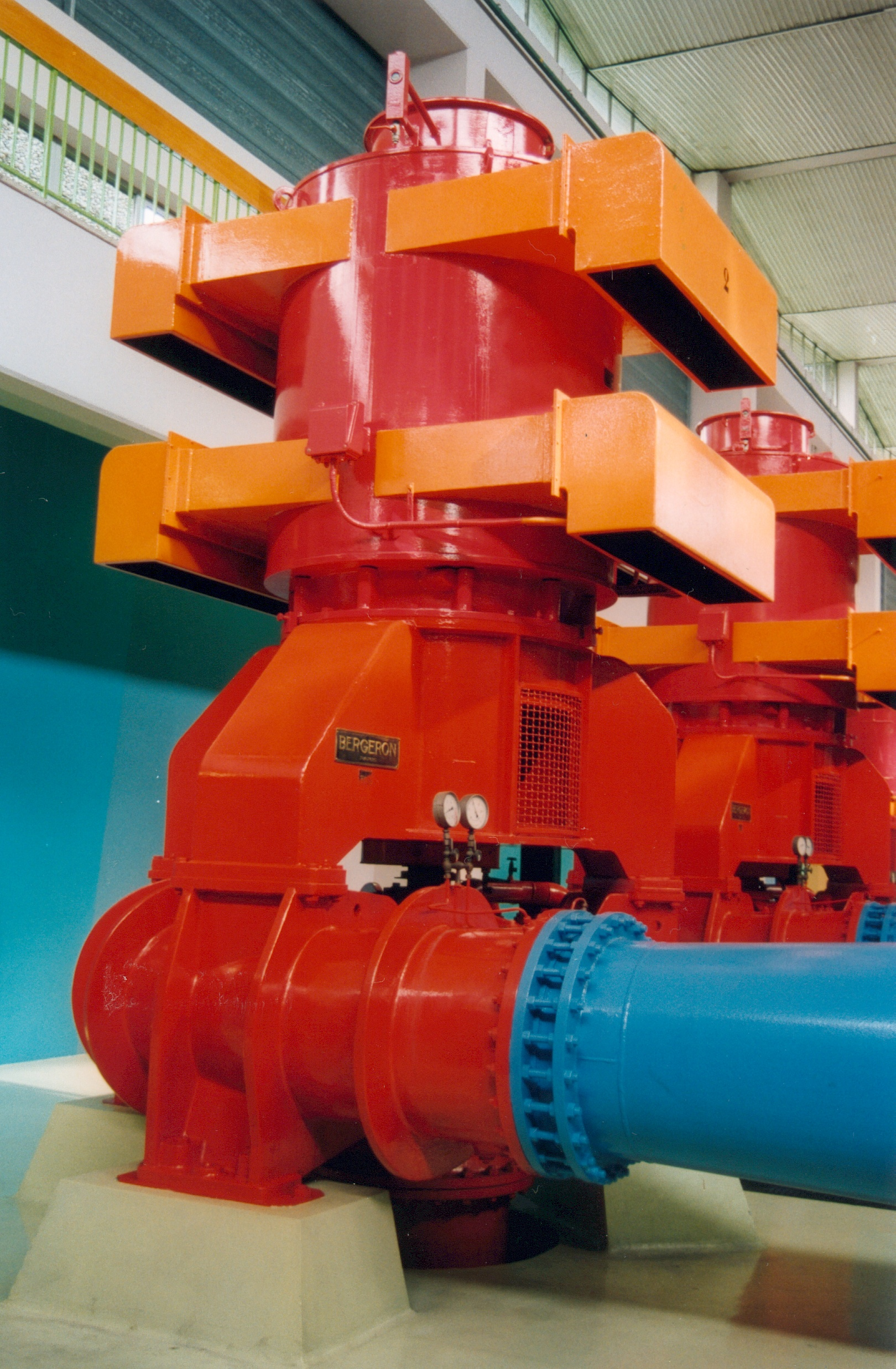